# Natriumkromat
Natriumkromat är en jonförening (salt) av natrium och kromsyra med formeln Na2CrO4. Det uppträder som ett gult hygroskopiskt fast ämne, som kan bilda tetra-, hexa- och decahydrater och är en mellanprodukt vid utvinning av krom från dess malmer.

## Framställning
Natriumkromat erhålls i stor skala genom rostning av krommalmer i luft i närvaro av natriumkarbonat:
2Cr2O3  +  4 Na2CO3  +  3 O2    →   4 Na2CrO4  +  4 CO2
Denna process omvandlar kromet till en vattenextraherbar form och lämnar järnoxider. Vanligtvis ingår kalciumkarbonat i blandningen för att förbättra syreåtkomsten och för att hålla kisel- och aluminiumföroreningar i olöslig form. Processtemperaturen är vanligtvis cirka 1 100 °C. För laboratorie- och småskaliga preparat kan en blandning av kromitmalm, natriumhydroxid och natriumnitrat som reagerar vid lägre temperaturer användas (till och med 350 °C i motsvarande kaliumkromatsystem). Efter bildandet omvandlas kromatsaltet till natriumdikromat, föregångaren till de flesta kromföreningar och material. Den industriella vägen till krom(III)oxid innebär reduktion av natriumkromat med svavel.
Natriumkromat kan också utvinnas ur kromit-malm genom att behandla den med natriumkarbonat (Na2CO3).
{\displaystyle {\rm {2\ FeCr_{2}O_{4}+8\ Na_{2}CO_{3}+7\ O_{2}\rightarrow 8\ Na_{2}CrO_{4}+2\ Fe_{2}O_{3}+8\ CO_{2}}}}

### Syra-bas-beteende
Natriumkromat omvandlas till natriumdikromat när det behandlas med syror:
2 Na2CrO4 + 2HCl → Na2Cr2O7 + 2NaCl + H2O
Ytterligare försurning ger kromtrioxid:
Na2CrO4  +  H2SO4   →   CrO3  +  Na2SO4  +  H2O

## Användning
Bortsett från dess centrala roll i produktionen av krom från dess malmer används natriumkromat som en korrosionsinhibitor i petroleumindustrin. Det är också ett färgningshjälpmedel inom textilindustrin och ett diagnostiskt hjälpmedel för att bestämma volym av röda blodkroppar.
I organisk kemi används natriumkromat som en oxidant, som omvandlar primära alkoholer till karboxylsyror och sekundära alkoholer till ketoner. Natriumkromat är ett starkt oxidationsmedel.

## Säkerhet
Som med andra Cr (VI) -föreningar är natriumkromat cancerframkallande. Föreningen är också frätande och exponering kan ge allvarliga ögonskador eller blindhet. Exponering av människor omfattar vidare nedsatt fertilitet, ärftliga genetiska skador och skador på ofödda barn.